# مدرسه عطارین

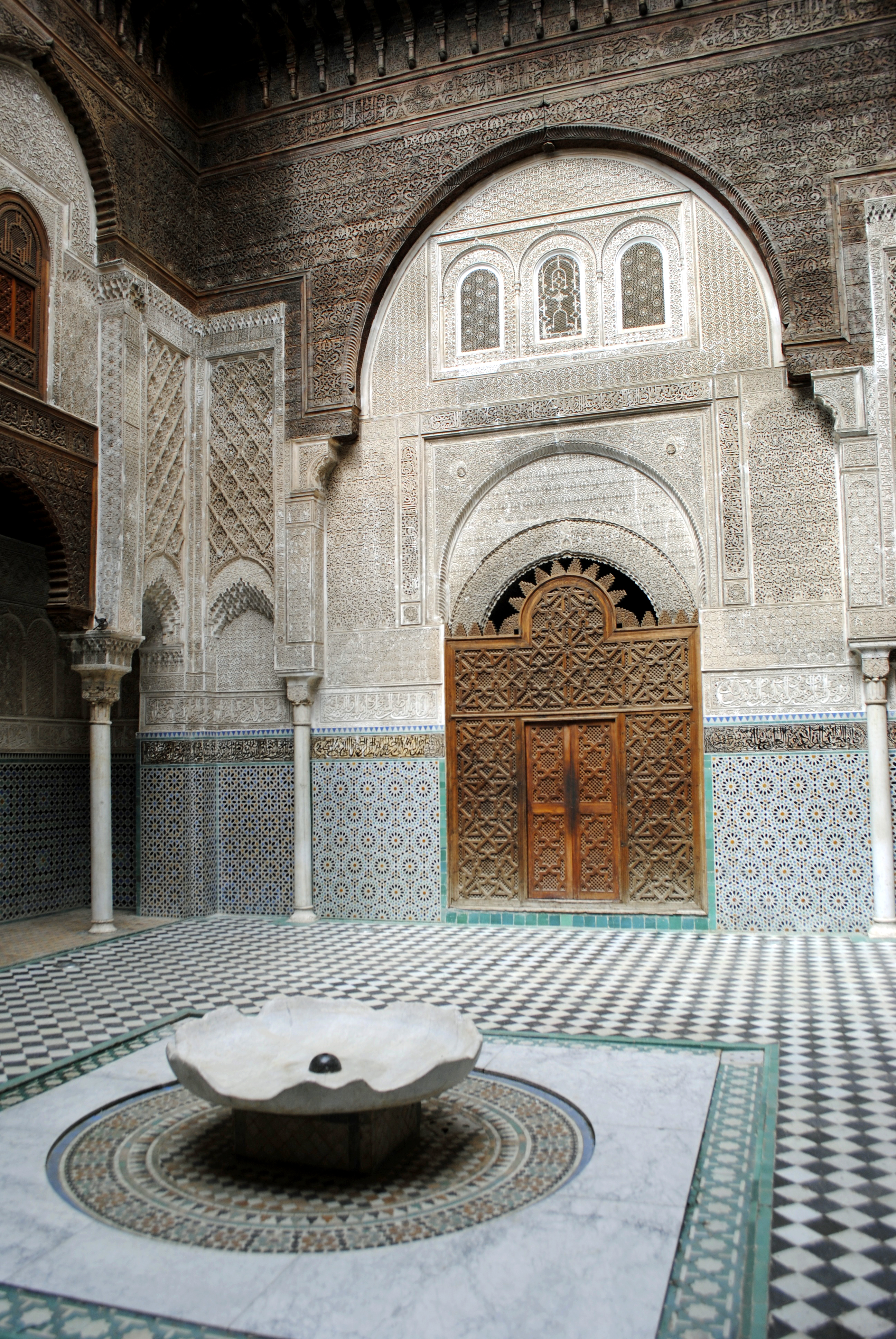
Al-Attarine ارخالق

مدرسه عطارین یک مدرسه در فاس، مراکش در نزدیکی دانشگاه قرویین است. این بنا در دورهٔ مرینیان، توسط سلطان عثمان دوم ابو سعید (حکومت ۱۳۱۰–۱۳۳۱) در ۱۳۲۳–۵ ساخته شده‌است. این مدرسه نام خود را از سوق العطارین در نزدیکی آن گرفته‌است که بازار عطریات و ادویه جات است.